# Joseph Faltin
Joseph Eugen Faltin (* 5. August 1852 in Oberwitz; † 1933) war Jurist und Mitglied des Deutschen Reichstags.

## Leben
Faltin besuchte die Elementarschulen von Oberwitz und Krappitz, das Gymnasium zu Oppeln und die Universität Breslau. Während seines Studiums wurde er 1874 Mitglied der KDStV Winfridia Breslau im CV.
Er war Gerichtsassessor seit 26. November 1884, Rechtsanwalt bei dem Königlichen Landgericht Beuthen vom 4. Mai 1885 bis April 1887, von da ab Rechtsanwalt in Groß-Strehlitz und seit 23. Oktober 1891 Königlicher Notar. Weiter war er Leutnant der Landwehr und hat große Reisen in Russland gemacht.
Von 1898 bis 1918 war er Mitglied des Preußischen Abgeordnetenhauses und von 1898 bis 1907 war er Mitglied des Deutschen Reichstags für den Wahlkreis Regierungsbezirk Oppeln 7 (Pleß, Rybnik) und die Deutsche Zentrumspartei.
Nach dem Ersten Weltkrieg war Faltin von 1919 bis 1921 Mitglied der Verfassunggebenden Preußischen Landesversammlung und danach bis zu seinem Ausscheiden am 19. November 1922 Abgeordneter des Preußischen Landtages.